# Damrongia clarkeana
Damrongia clarkeana là một loài thực vật có hoa trong họ Tai voi. Loài này được William Hemsley mô tả khoa học đầu tiên năm 1890 dưới danh pháp Boea clarkeana.